# Delia longicercula
Delia longicercula este o specie de muște din genul Delia, familia Anthomyiidae, descrisă de Judin în anul 1976. Conform Catalogue of Life specia Delia longicercula nu are subspecii cunoscute.